# Elettrolizzatore a membrana a scambio anionico
L'elettrolizzatore a membrana a scambio anionico è un tipo di cella elettrolitica utilizzato per la produzione di idrogeno. Acqua e energia elettrica vengono convertite in ossigeno e idrogeno tramite una membrana che conduce ioni idrossido (OH−). Così come una membrana a scambio protonico (PEM), la membrana a scambio anionico (AEM) separa i prodotti, isola elettricamente i due elettrodi e conduce gli ioni. Gli elettrolizzatori AEM rappresentano una tecnologia promettente per la decarbonizzazione, in quanto permettono di produrre gas molto preziosi senza emissione di inquinanti. Inoltre, costituiscono una soluzione interessante per gestire i sovraccarichi della rete elettrica. Attualmente, si trovano ancora in una fase iniziale di ricerca e sviluppo. Il loro principale vantaggio è la possibilità di utilizzare catalizzatori economici, come metalli di transizione (ad esempio nichel e ferro), evitando così l’impiego di metalli nobili come platino e iridio, necessari per gli elettrolizzatori a scambio protonico (PEM).

## Vantaggi e problematiche

### Vantaggi
La capacità dell'elettrolizzatore AEM di operare in condizioni altamente dinamiche, come regimi di carico parziale e sovraccarico, è uno dei motivi del crescente interesse verso questa tecnologia. Nonostante le esigenze di una rete elettrica siano relativamente stabili e prevedibili, quando queste vengono accoppiate a fonti energetiche come il vento e il sole, la domanda della rete raramente coincide con la generazione di energia rinnovabile. L’energia prodotta da fonti rinnovabili trae così un notevole vantaggio dalla presenza di un sistema di accumulo o di un mezzo per immagazzinare l’energia prodotta nei periodi di bassa richiesta.

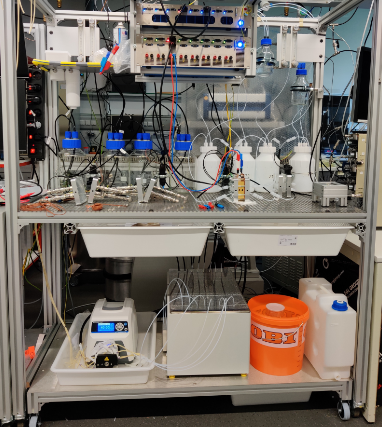
Esempio di stazione di test per l'intero sistema di un elettrolizzatore AEM.
Figura da Mayerhöfer et al., 2022 (CC BY 4.0)

L'elettrolizzatore AEM unisce i vantaggi degli altri tipi di celle elettrolitiche, come gli elettrolizzatori alcalini (AWE) e gli elettrolizzatori PEM. L'impiego di una membrana polimerica permette l'operazione del sistema in pressione, risultando di particolare importanza per il successivo eventuale stoccaggio di idrogeno, così come negli elettrolizzatori a scambio protonico. Mentre questi ultimi richiedono però l'uso di catalizzatori metallici del gruppo platino (PGM) costosi come platino, iridio e rutenio, gli elettrolizzatori AEM operano in ambiente alcalino, consentendo di utilizzare materiali non nobili. Così come gli elettrolizzatori alcalini AWE, quindi, l'ambiente basico permette di utilizzare catalizzatori come nichel, ferro, cobalto, manganese e rame.
Un elettrolizzatore AEM può operare con acqua deionizzata o con soluzioni debolmente alcaline (0,1–1 M KOH/NaOH), a differenza dell’elettrolisi alcalina tradizionale (AWE), che richiede soluzioni fortemente concentrate (5 M KOH/NaOH). L’utilizzo di una soluzione alcalina, solitamente KOH, è di estrema importanza in quanto aumenta la conduttività ionica della membrana e fornisce un percorso conduttivo per gli ioni idrossido, migliorando così l’utilizzo del catalizzatore. Metalli di transizione possono così essere utilizzati come catalizzatori sostituendo rari e costosi metalli nobili. L’elettrolita può essere alimentato su entrambi i lati, anodo e catodo, oppure solo sul lato anodico. Per quanto sia possibile operare anche con solamente acqua liquida distillata, l'aumento di pH all'interno dell'elettrodo dovuto all'impiego di KOH migliora notevolmente non solo le prestazioni, ma anche la durabilità della cella elettrolitica. 
La configurazione "zero-gap" data dall'utilizzo di una membrana non porosa permette di operare in condizioni di pressione differenziale tra anodo e catodo. La produzione di ossigeno a pressione ambiente all'anodo e, in particolare, di idrogeno ad alta pressione al catodo, minimizza la necessità di un secondo stadio di compressione meccanica per lo stoccaggio ad alta pressione di idrogeno. 
Le membrane a scambio anionico AEM basate su un backbone polimerico aromatico risultano inoltre particolarmente promettenti a fronte di una riduzione significativa dei costi. Al contrario, la produzione delle membrane Nafion utilizzate nelle PEM richiede l’impiego di sostanze chimiche altamente tossiche, comportando costi di produzione elevati (superiore ai 1000 $/m²). Inoltre, durante la sintesi del tetrafluoroetilene, impiegato per ottenere il Nafion, si generano gas fluorurati con un impatto ambientale rilevante. Le membrane AEM, non richiedendo materie prime fluorurate, offrono una maggiore flessibilità nella scelta di polimeri a basso costo, rendendo l'intero processo più sostenibile sia dal punto di vista economico che ambientale.

### Problematiche
La stabilità al degrado della membrana e la collegata permeazione dell'idrogeno attraverso essa sono le problematiche principali degli Elettrolizzatori AEM. Le membrane a scambio anionico sono soggette a degradazione dovuta a stress meccanico e chimico. L'operazione della cella elettrolitica ad alta temperatura, necessaria per ottenere prestazioni migliori, risulta essere dannosa per la membrana, accelerandone il degrado. In maniera analoga, operazione ad alte pressioni risulta in uno sforzo meccanico possibilmente eccessivo. Nonostante prestazioni migliori siano state ottenute recentemente, la comprensione esaustiva dei fenomeni di trasporto di massa attraverso la membrana è ancora incompleta.
Un degrado eccessivo della membrana AEM può portare ad avere una permeazione dell'idrogeno eccessiva, causando non solo perdite di efficienza del sistema ma soprattutto in problemi di sicurezza. Quando la concentrazione di H2 all'anodo, lato dove viene prodotto O2, supera il 4%mol H2, viene creata una miscela gassosa potenzialmente esplosiva. La durabilità della membrana è di conseguenza fondamentale e la permeazione di idrogeno deve essere più piccola possibile.
La durabilità dei catalizzatori e l'analisi della loro stabilità sotto condizioni di operazione reale richiede ancora ulteriori approfondimenti. Nonostante il funzionamento in condizioni estreme (alte temperature e pressioni) comporti un degrado più rapido, con conseguente distacco, dissoluzione e agglomerazione del catalizzatore, il comportamento a lungo termine degli elettrolizzatori AEM non è ancora stato studiato in modo esaustivo. Operazioni eseguite con elettrolita KOH hanno mostrato una stabilità migliore rispetto al funzionamento a lungo termine in acqua pura.

## Funzionamento

### Reazioni chimiche
L'elettrolisi dell'acqua comporta la scomposizione dell'acqua pura in ossigeno e idrogeno gassosi tramite il consumo di energia. 
Una parte della energia richiesta dalla reazione viene fornita sotto forma di calore, mentre la restante è fornita tramite energia elettrica. In particolare, andando a guardare la termodinamica della reazione totale:
Gli apporti termico ed elettrico mostrati sopra rappresentano la quantità minima di energia che può essere fornita tramite elettricità per ottenere una reazione di elettrolisi. Assumendo che venga fornita alla reazione la massima quantità di energia termica (48.6 kJ/mol), è possibile calcolare la tensione di cella reversibile {\displaystyle V_{\mathrm {rev} }^{0}}:
dove n è il numero di elettroni e F è la costante di Faraday. Il calcolo della tensione di cella assume l’assenza di irreversibilità e l’utilizzo completo dell’energia termica da parte della reazione tramite l'impiego del potere calorifico inferiore (PCI). Il valore reale della tensione a circuito aperto di un elettrolizzatore in funzione si colloca tra 1.23 V e 1.48 V, a seconda di come il design della cella o dello stack sfrutta gli apporti di energia termica. Tuttavia, questo valore è piuttosto difficile da determinare o misurare, poiché un elettrolizzatore in funzione è soggetto anche ad altre perdite di tensione dovute a resistenze elettriche interne, conducibilità protonica, trasporto di massa attraverso la cella e utilizzo del catalizzatore, solo per citarne alcune.

#### Reazione anodica
La reazione anodica di evoluzione dell'ossigeno (OER) coinvolge processi chimici complessi e una barriera energetica elevata, richiedendo così l'uso di catalizzatori altamente attivi.
La reazione procede secondo 4 step in sequenza:

#### Reazione catodica
La reazione catodica di evoluzione dell'idrogeno (HER) in ambiente alcalino coinvolge la scissione delle molecole d'acqua, con la formazione di ioni idrossido come sottoprodotto. 
La fase iniziale comprende un primo step di assorbimento dell'acqua e dissociazione nella reazione di Volmer. Segue poi la formazione di idrogeno molecolare tramite la reazione di Tafel oppure di Heyrovsky.

### Catalizzatori
Sia la reazione di evoluzione dell'ossigeno (OER), che la reazione di evoluzione dell'idrogeno (HER), sono caratterizzate da una cinetica lenta, richiedendo quindi l’impiego di catalizzatori altamente attivi. Buone prestazioni si ottengono generalmente con la combinazione di riferimento di catalizzatori a base di IrOx per l’OER anodica e Pt/C supportato su carbonio per la HER catodica, grazie alla loro elevata attività intrinseca. 
Il pH alcalino degli Elettrolizzatori AEM consente però anche l’utilizzo di catalizzatori metallici non appartenenti al gruppo del platino (non-PGM), come ossidi di metalli di transizione quali Ni, Co, Fe e Cu per l’OER, e materiali a base di Ni o Mo per la HER. Nonostante questi tipi di catalizzatore rappresentino un’alternativa economicamente vantaggiosa, essi mostrano un’attività intrinseca sostanzialmente inferiore. Operazione con elettrolita KOH in ambiente altamente alcalino (pH=14 per 1 M KOH) e l'ottimizzazione della struttura dell'elettrodo risultano essere fondamentali per raggiungere buone prestazioni ed efficienza.
Per quanto la configurazione di catalizzatore Pt/C al catodo su uno strato poroso di trasporto (PTL) di foglio di carbonio mostri attualmente buone prestazioni per la HER, la ricerca si sta focalizzando sull'implementazione di catalizzatore di Ni o NiFe al fine di ridurre i costi e l'impatto ambientale. Il catalizzatore viene applicato sull'elettrodo catodico generalmente tramite la tecnica di deposizione a spruzzo, in quanto il foglio di carbonio garantisce una superficie relativamente liscia e piatta, una porosità controllata e una buona adesione dei materiali al suo supporto. 
La tecnica di deposizione a spruzzo del catalizzatore non è adatta per l'elettrodo anodico in quanto la superficie molto porosa e irregolare del feltro metallico di nichel, usato come PTL per il lato anodo, non permette la formazione di un film sottile e continuo di catalizzatore, rendendo difficile da controllare la sua distribuzione e il suo spessore. Le tecniche di deposizione più utilizzate per l'elettrodo anodico sono quindi immersione e impregnazione o l'elettrodeposizione. 
L'utilizzo di IrOx come catalizzatore anodico, così come nel caso degli elettrolizzatori PEM, non è necessario: l'ambiente alcalino permette di ottenere buone attività di reazione anche con materiali come ossidi di Ni e NiFe. La porosità dell'elettrodo e del PTL sono chiave per la gestione delle bolle di ossigeno formate. Un tasso di rimozione delle bolle di ossigeno insufficiente può portare a prestazioni significativamente inferiori in quanto i siti attivi del catalizzatore anodico non riescono ad essere raggiunti dagli ioni idrossido. Operazione con elettrolita KOH può migliorare non solo la conduttività della membrana, ma influenza notevolmente anche la prestazione dell'elettrodo. Il distacco delle bolle dai siti attivi avviene a dimensioni inferiori quando si utilizza KOH, favorendo una più efficace evacuazione dei gas e un miglior contatto tra l’elettrolita e i siti attivi del catalizzatore.

### Membrana

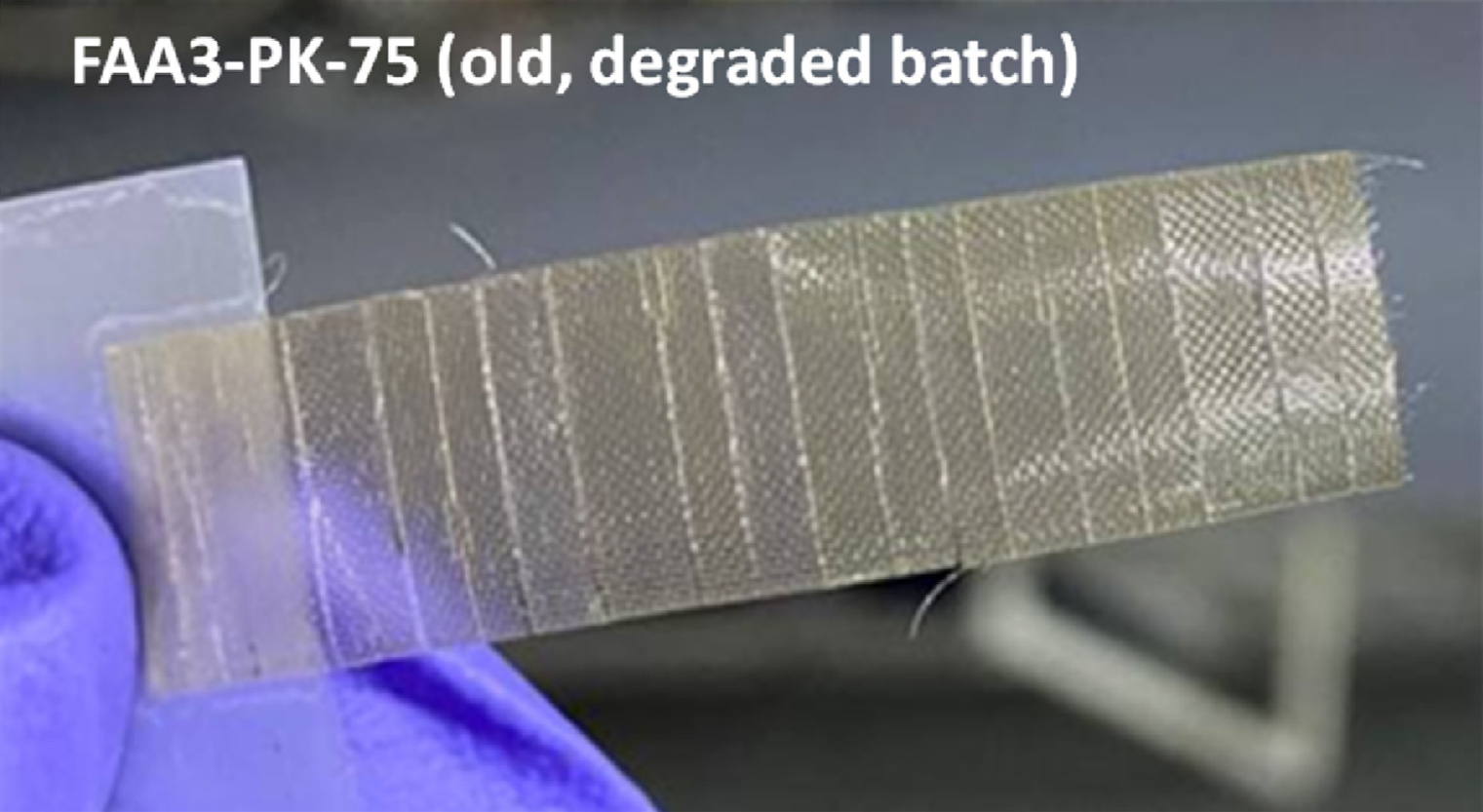
Membrana AEM Fumatech FAA3-PK-75 degradata dopo diversi test di sforzo di trazione per valutarne le prestazioni meccaniche.

Il gruppo funzionale di ammonio quaternario (QA) è comunemente utilizzato per legare le matrici polimeriche nelle membrane a scambio anionico (AEM). Questo gruppo funzionale permette il trasporto di anioni, ma non di cationi. L'anione idrossido (OH−) ha intrinsecamente una mobilità inferiore rispetto al protone (H+); l'aumento della capacità di scambio ionico può compensare questa minore mobilità, ma comporta anche un aumento del rigonfiamento e una riduzione della stabilità meccanica della membrana. La reticolazione (cross-linking) delle membrane può compensare l’instabilità meccanica. Le AEM a base di QA presentano una bassa stabilità chimica, poiché sono suscettibili all’attacco da parte degli ioni OH−. Tra i gruppi funzionali promettenti vi sono quelli a base di imidazolo e quelli privi di azoto, come i gruppi fosfonio, sulfonio e i complessi metallo-legante. La maggior parte dei gruppi QA e imidazolo si degrada in ambienti alcalini tramite degradazione di Hofmann, reazioni SN2 o reazioni di apertura dell’anello, soprattutto ad alte temperature e pH elevati.
I reticoli polimerici delle AEM sono polimeri base privi di carica cationica. Alcuni esempi includono i reticoli basati su poli(arilene etere), poliolfine, polifenilene e reticoli contenenti gruppi cationici. Alcune delle AEM con le migliori prestazioni includono HTMA-DAPP, QPC-TMA, m-PBI e PFTP.

### Assemblaggio Membrana-Elettrodo (MEA)

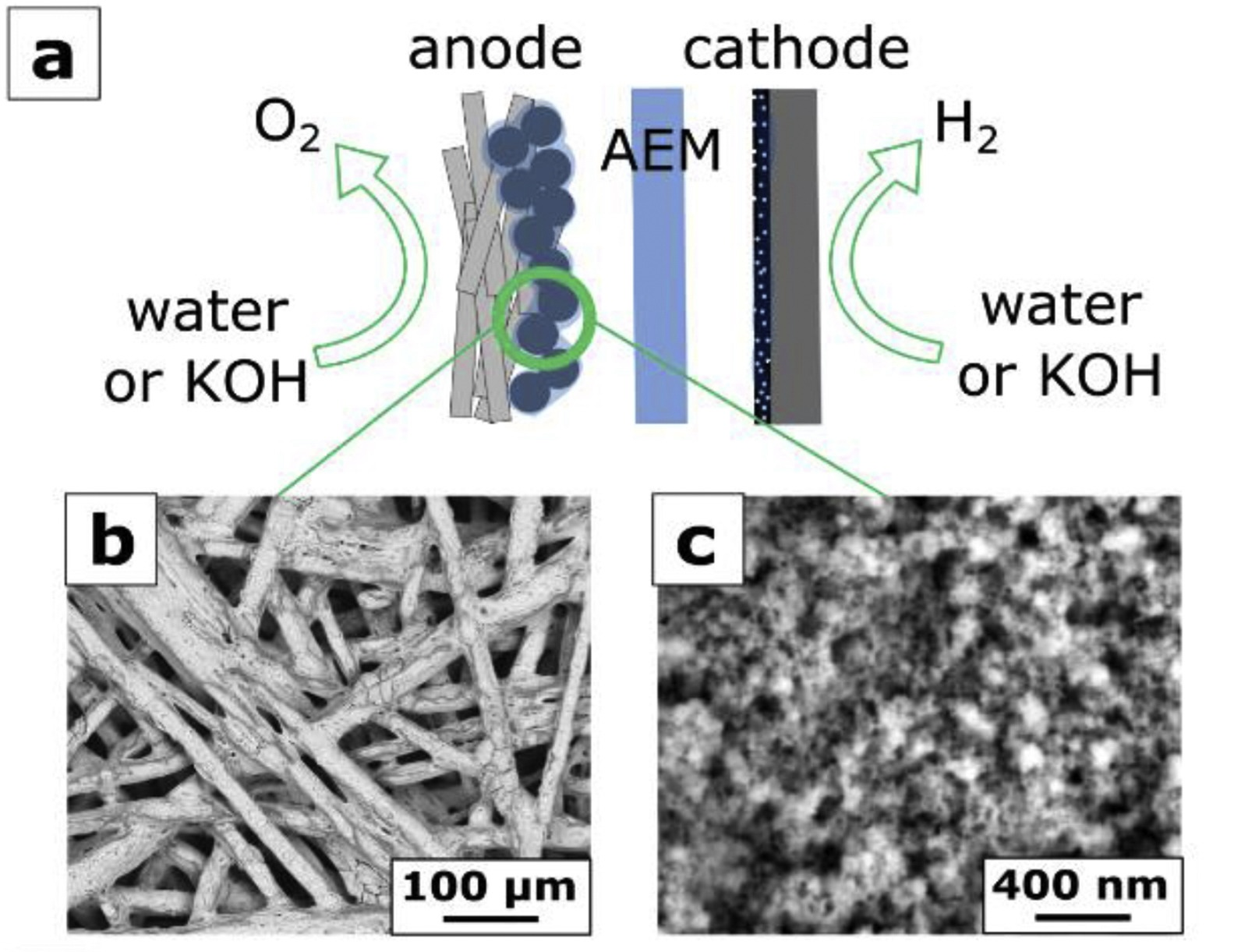
a) Schema della struttura tipica di un elettrolizzatore AEM. Alimentazione di acqua e/o KOH al catodo e anodo, produzione di ossigeno (O_{2}) all'anodo e idrogeno (H_{2}) al catodo.
b) Matrice metallica dell'elettrodo anodico.
c) Strato di catalizzatore anodico, composto da particelle di ossido di rame.
Figura da Mayerhöfer et al., 2022 (CC BY 4.0)

Un assemblaggio membrana-elettrodo (MEA) è costituito da un elettrodo anodico e uno catodico, con uno strato di membrana posto tra di essi. Uno strato poroso di trasporto (PTL) è posto tra ciascun elettrodo e il loro corrispettivo piatto di distribuzione dei gas e liquidi (flowfield). Materiali di carbonio possono essere utilizzati al catodo (distributore di grafite, PTL di foglio di carbonio, elettrodo di grafite). Le condizioni più aggressive presenti all'anodo richiedono l'impiego di materiali metallici, poiché i tradizionali supporti carboniosi risulterebbero soggetti a corrosione nel lungo periodo. Per il distributore anodico si possono quindi utilizzare metalli come il nichel o, in alternativa, il titanio, che garantiscono una resistenza ancora maggiore. Il PTL è solitamente realizzato in feltro di nichel, mentre il supporto dell'elettrodo viene costituito da una matrice metallica.
Lo strato catalitico può essere depositato sulla membrana stessa oppure sul supporto metallico dell'elettrodo. I due tipi di utilizzo sono rispettivamente chiamati membrana catalizzata (catalyst-coated membrane, CCM) e substrato catalizzato (catalyst-coated substrate, CCS). La configurazione di membrana catalizzata, CCM, presenta un miglior contatto tra gli elementi della MEA e un accesso più facilitato ai siti attivi di catalizzatore, oltre che una minore resistenza interfacciale. Al contrario, il substrato catalizzato, CCS, rivela una resistenza ionica maggiore e uno scarso contatto con la membrana. La migliore diffusione di ossigeno e fuoriuscita di bolle, migliore conduttività elettronica e migliore stabilità al degrado nel lungo termine, però, sono fattori chiave che contribuiscono alle buone prestazioni di anche questo tipo di assemblaggio. 
La gestione del flusso di acqua all'interno della MEA e precisamente la idratazione di ogni singolo substrato sono di particolare importanza nel determinare le prestazioni del dispositivo. Oltre che ai flussi di acqua diffusivi, il flusso di acqua liquida per trascinamento elettro-osmotico e la conseguente produzione di acqua ai siti attivi dell'anodo devono essere considerati. Di particolare interesse è quindi l'applicazione della "configurazione con alimentazione a secco del catodo" (dry-cathode feed configuration, DCF). In questo caso l'acqua pura liquida viene fornita esclusivamente all'anodo e si trasferisce spontaneamente per fenomeno di contro-diffusione al catodo. Non solo si ha una idratazione migliore della membrana, con una conseguente riduzione della resistenza al trasporto ionico, ma soprattutto l'idrogeno prodotto al catodo risulta essere più secco, caratteristica chiave per la sua futura disidratazione e stoccaggio.